# Mètode alemany

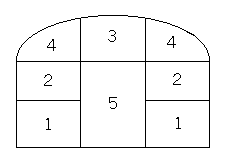
Mètode alemany: esquema d'avanç per galeries

El mètode alemany és un dels molts esquemes tradicionals d'excavar túnels amb tècniques poc mecanitzades (de fet, gairebé cada país tenia el seu mètode particular). Com tots els mètodes tradicionals, consisteix a excavar el túnel mitjançant galeries independents (unes més avançades que d'altres) que formen en el seu conjunt l'àrea total d'excavació. Cada galeria s'apuntala convenientment per sostenir el terreny provisionalment, de manera que el sosteniment arriba en tot moment fins al front d'excavació. D'aquesta manera, els assentaments en superfície són mínims.
Segons aquest mètode, les primeres galeries a ser excavades són les de les cantonades inferiors. Les següents se situen immediatament a sobre de les primeres per facilitar la connexió de sosteniments. Seguidament, s'excava la futura clau del túnel, i després s'acaba d'excavar tota la part superior, clavant els sosteniments des de les galeries ja excavades. Amb tota la volta ja revestida, només resta la part central inferior del túnel, que s'excava en l'última fase mentre es canvien els sosteniments provisionals pels revestiments definitius, normalment una capa de formigó armat d'entre 80 i 100 cm de gruix.
Va ser introduït al nostre país per Esteve Terradas i Illa, director dels Ferrocarrils de la Mancomunitat de Catalunya que projectà i dirigí la construcció del Ferrocarril Metropolità Transversal de Barcelona, inaugurat l'any 1926, i d'altres línies de ferrocarrils de Catalunya. S'hi va fer servir el mètode alemany per primer cop al nostre país.
Aquest és un dels pocs mètodes tradicionals (juntament amb el belga i el de Sant Gotthard) que ha sobreviscut al pas dels anys, ja que encara s'utilitza (tot i que no gaire sovint).